# ماریا باراکودا
—

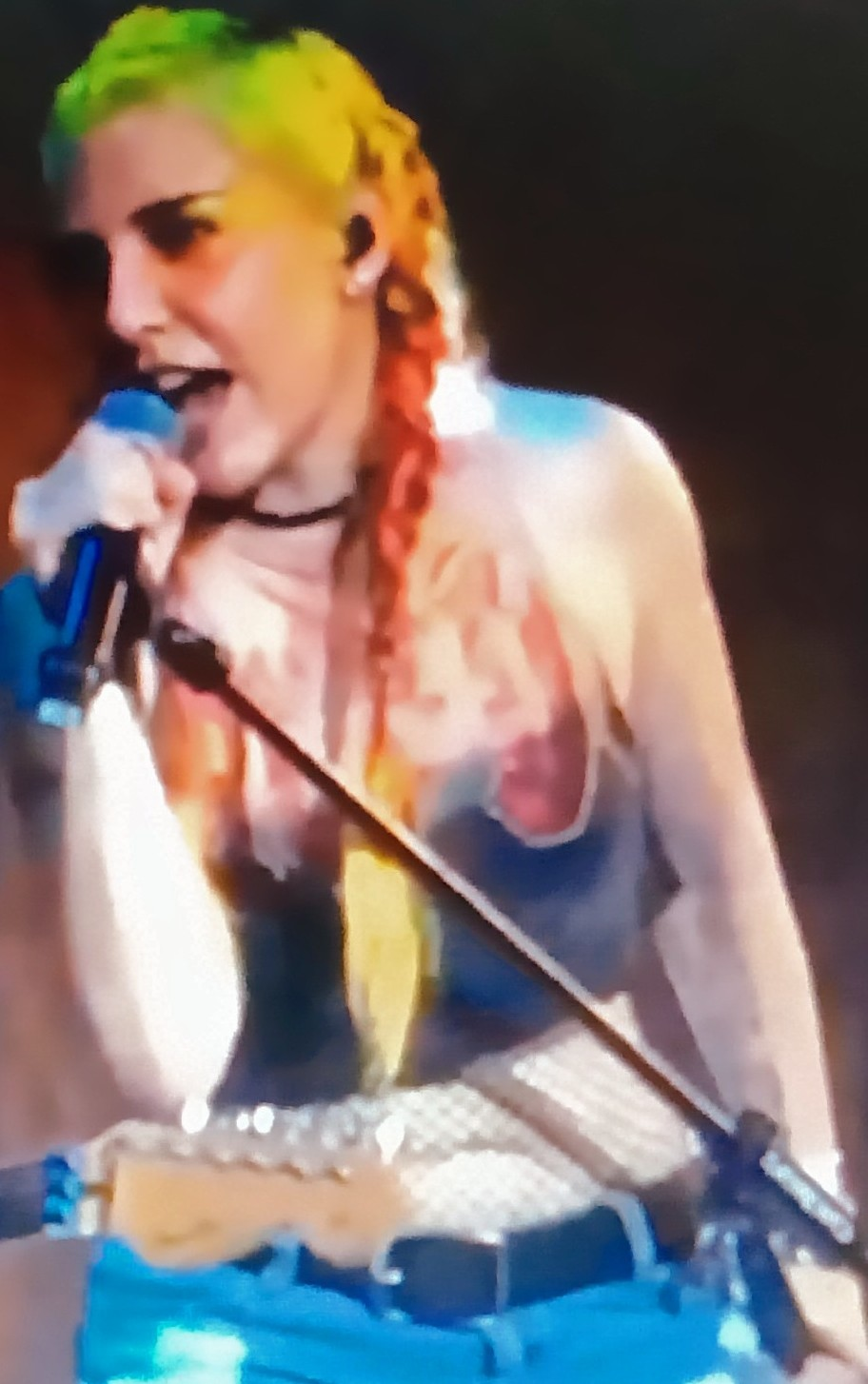

ماریسلا مورالس رودریگز (مکزیکوسیتی، ۳ آوریل ۱۹۷۸)، معروف به ماریا باراکودا، خواننده و ترانه‌سرا مکزیکی است. او سه آهنگ ضبط شده به عنوان سولیست دارد.
ماریا باراکودا در ژانویه ۲۰۰۳ با سونی موزیک قراردادی امضا کرد و به‌طور رسمی اولین آلبوم خود را با نام María Barracuda در سال ۲۰۰۴ به تهیه کنندگی خورخه "Chiquis" Amaro منتشر کرد. در ۱۸ اوت ۲۰۱۸ در تئاتر متروپولیتن در مکزیکو سیتی، ماریا باراکودا با لیرا انرول در آهنگ «ماریا» همکاری داشت.